# Pamag
Pamag is een historisch merk van motorfietsen.
De bedrijfsnaam was: Paderborner Maschinenfabrik AG, Paderborn.
Pamag nam het merk Anker in Bielefeld over en bouwde van 1950 tot 1953 123-, 174- en 197cc-tweetaktmodellen met blokken van Anker, ILO en Sachs.